# 徐士俊
徐士俊，湖北江夏人，清朝政治人物。同进士出身。
徐士俊曾于乾隆十二年（1747年）接替章廷楷任建宁府知府一职，乾隆十三年（1748年）由胡格接任。